# روني مازا
روني مازا (بالإسبانية: Ronny Maza)‏ هو لاعب كرة قدم فنزويلي، ولد في 11 مايو 1997 في ماراكايبو في فنزويلا. لعب مع Trujillanos F.C. ‏.

## وصلات خارجية
- روني مازا على موقع قاعدة بيانات كرة القدم.إي يو (الإنجليزية)
- روني مازا على موقع Soccerway.com (الإنجليزية)
- روني مازا على موقع AS.com (الإسبانية)